# Mikhaïl Ichtchenko
Mikhaïl Alexeïevitch Ichtchenko (ukrainien : Михайло Олексійович Іщенко), né le 19 mai 1950 à Morozovsk (RSFS de Russie), est un ancien joueur de handball soviétique d'origine ukrainienne évoluant au poste de gardien de but dans les années 1970 et 1980. Il est notamment champion olympique en 1976 et champion du monde en 1982.

## Carrière
Mikhaïl Ichtchenko évolue en club au Burevestnik Zaporijjia situé en RSS d'Ukraine. Il est sélectionné en équipe d'URSS dans les années 1970 et 1980, jouant trois Jeux olympiques (1972, 1976 et 1980).

## Palmarès

### En équipe nationale
Jeux olympiques
- Champion olympique en 1976 à Montréal
- Vice-champion olympique en 1980 à Moscou
- 5e place aux Jeux olympiques de 1972 à Munich

Championnat du monde
- Champion du monde en 1982
- Vice-champion du monde en 1978

### En club
- Championnat d'URSS
  - deuxième en 1971
  - troisième en 1972, 1974, 1975